# Stapelianthus insignis
Stapelianthus insignis är en oleanderväxtart som beskrevs av Descoings. Stapelianthus insignis ingår i släktet Stapelianthus och familjen oleanderväxter. Inga underarter finns listade i Catalogue of Life.